# Fiskeringen
Fiskeringen er en interesseforening og sammenslutning for fiskeklubber. 
Formålet med foreningen er deling af fiskevande, både, hytter og andre relevante faciliteter i forbindelse med lystfiskeri, klubberne imellem.

## Ekstern henvisning
- Fiskeringens hjemmeside Arkiveret 21. april 2010 hos  Wayback Machine